# 2332 Кальм
2332 Кальм (2332 Kalm) — астероїд головного поясу, відкритий 4 квітня 1940 року.
Тіссеранів параметр щодо Юпітера — 3,178.